# Ali Pur
Ali Pur is een census town in het district Noord-Delhi van het Indiase unieterritorium Delhi.

## Demografie
Volgens de Indiase volkstelling van 2001 wonen er 16.623 mensen in Ali Pur, waarvan 58% mannelijk en 42% vrouwelijk is. De plaats heeft een alfabetiseringsgraad van 68%.